# Lutjanus dentatus
 Lutjanus dentatus és una espècie de peix de la família dels lutjànids i de l'ordre dels perciformes.

## Morfologia
- Els mascles poden assolir 150 cm de longitud total i 50 kg de pes.[4][5]

## Alimentació
Menja peixos i crustacis.

## Hàbitat
És un peix de clima tropical i associat als esculls de corall.

## Distribució geogràfica
Es troba des del Senegal fins a Angola.